# Česká hokejová reprezentace do 20 let

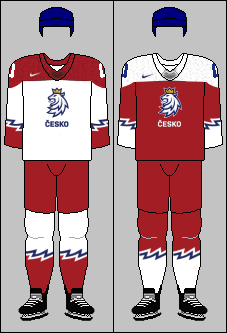
Dresy České hokejové reprezentace

Česká hokejová reprezentace do 20 let je výběrem nejlepších českých hráčů ledního hokeje v této věkové kategorii. Od roku 1994 se účastní juniorského mistrovství světa, kde nahradila československý tým. V letech 2000 a 2001 se čeští junioři stali mistry světa, v letech 2005, 2024 a 2025 získali bronz a v roce 2023 získali stříbro.
V roce 2023 vyhráli juniorští hokejisté českou anketu Sportovec roku v kategorii kolektivů.

## Účast namistrovství světa
| MS       | Místo konání                          | Umístění         | Kapitán          | Trenéři                                                                  | Soupisky |
| -------- | ------------------------------------- | ---------------- | ---------------- | ------------------------------------------------------------------------ | -------- |
| MSJ 1994 | Česko (Ostrava, Frýdek-Místek)        | 5. místo         | David Výborný    | Vladimír Vůjtek, Jaroslav Jágr                                           | Zde      |
| MSJ 1995 | Kanada (Red Deer, Calgary, Edmonton)  | 6. místo         | František Ptáček | Vladimír Vůjtek, Jaroslav Jágr                                           | Zde      |
| MSJ 1996 | USA (Boston, Amherst, Chestnut Hill)  | 4. místo         | Robert Jindřich  | Slavomír Lener, Vladimír Martinec                                        | Zde      |
| MSJ 1997 | Švýcarsko (Ženeva, Morges)            | 4. místo         | Jiří Burger      | Vladimír Martinec, Ladislav Svozil                                       | Zde      |
| MSJ 1998 | Finsko (Helsinky, Hämeenlinna)        | 4. místo         | Tomáš Kaberle    | Vladimír Martinec, Ladislav Svozil                                       | Zde      |
| MSJ 1999 | Kanada (Winnipeg, Brandon)            | 7. místo         | Petr Vala        | Jaroslav Holík - Vladimír Martinec, Ladislav Svozil                      | Zde      |
| MSJ 2000 | Švédsko (Skellefteå, Umeå)            | Zlatá medaile    | Milan Kraft      | Jaroslav Holík, Radim Rulík, Radomír Daněk                               | Zde      |
| MSJ 2001 | Rusko (Moskva, Podolsk)               | Zlatá medaile    | Michal Sivek     | Jaroslav Holík, Pavel Hynek                                              | Zde      |
| MSJ 2002 | Česko (Pardubice, Hradec Králové)     | 7. místo         | Libor Ustrnul    | Jaroslav Holík, Pavel Hynek                                              | Zde      |
| MSJ 2003 | Kanada (Halifax, Sydney)              | 6. místo         | Lukáš Chmelíř    | Jaroslav Holík, Jiří Kalous                                              | Zde      |
| MSJ 2004 | Finsko (Helsinky, Hämeenlinna )       | 4. místo         | Jiří Hudler      | Alois Hadamczik, Mojmír Trličík, Marian Jelínek                          | Zde      |
| MSJ 2005 | USA (Grand Forks, Thief River Falls)  | Bronzová medaile | Petr Vrána       | Alois Hadamczik, Mojmír Trličík                                          | Zde      |
| MSJ 2006 | Kanada (Vancouver, Kelowna, Kamloops) | 6. místo         | Ladislav Šmíd    | Radim Rulík, Jan Votruba, Radomír Daněk                                  | Zde      |
| MSJ 2007 | Švédsko (Leksand, Mora)               | 5. místo         | Jakub Kindl      | Vladimír Bednář, Mojmír Trličík                                          | Zde      |
| MSJ 2008 | Česko (Pardubice, Liberec)            | 5. místo         | Michael Frolík   | Miloslav Hořava, Radim Rulík, Mikuláš Antonik a Ondřej Weissmann         | Zde      |
| MSJ 2009 | Kanada (Ottawa)                       | 6. místo         | David Štich      | Marek Sýkora, Zdeněk Moták                                               | Zde      |
| MSJ 2010 | Kanada (Saskatoon, Regina)            | 7. místo         | Michal Jordán    | Jaromír Šindel, Zdeněk Moták                                             | Zde      |
| MSJ 2011 | USA (Buffalo)                         | 7. místo         | Jakub Jeřábek    | Miroslav Přerost, Terry Christensen, Jiří Fischer a Roman Višňák         | Zde      |
| MSJ 2012 | Kanada (Calgary, Edmonton)            | 5. místo         | Tomáš Nosek      | Miroslav Přerost, Jiří Juřík, Jiří Fischer a Roman Višňák                | Zde      |
| MSJ 2013 | Rusko (Ufa)                           | 5. místo         | Lukáš Sedlák     | Miroslav Přerost, Jiří Juřík, Pavel Trnka a Jaroslav Kameš               | Zde      |
| MSJ 2014 | Švédsko (Malmö)                       | 6. místo         | Petr Šidlík      | Miroslav Přerost, Jiří Juřík, Pavel Trnka a Jaroslav Kameš               | Zde      |
| MSJ 2015 | Kanada (Toronto, Montreal)            | 6. místo         | Dominik Kubalík  | Miroslav Přerost, Jiří Juřík, Pavel Trnka a Jaroslav Kameš               | Zde      |
| MSJ 2016 | Finsko (Helsinky)                     | 5. místo         | Dominik Mašín    | Jakub Petr, Petr Svoboda a Martin Láska                                  | Zde      |
| MSJ 2017 | Kanada (Montreal, Toronto)            | 6. místo         | Filip Hronek     | Jakub Petr, Petr Svoboda, Jiří Dopita a Martin Láska                     | Zde      |
| MSJ 2018 | USA (Buffalo)                         | 4. místo         | Marek Zachar     | Filip Pešán, Rostislav Vlach, Miroslav Přerost a Martin Láska            | Zde      |
| MSJ 2019 | Kanada (Vancouver, Victoria)          | 7. místo         | Martin Nečas     | Václav Varaďa, Patrik Eliáš, Aleš Krátoška a Radek Jirátko               | Zde      |
| MSJ 2020 | Česko (Ostrava, Třinec)               | 7. místo         | Libor Zábranský  | Václav Varaďa, Patrik Eliáš, Aleš Krátoška a Radek Jirátko               | Zde      |
| MSJ 2021 | Kanada (Edmonton)                     | 7. místo         | Jan Myšák        | Karel Mlejnek, David Bruk, Pavel Trnka a Martin Láska                    | Zde      |
| MSJ 2022 | Kanada (Edmonton, Red Deer)           | 4. místo         | Jan Myšák        | Radim Rulík, Jiří Kalous, Marek Židlický a Ondřej Pavelec                | Zde      |
| MSJ 2023 | Kanada (Halifax, Moncton)             | Stříbrná medaile | Stanislav Svozil | Radim Rulík, Jiří Kalous, Marek Židlický a Ondřej Pavelec                | Zde      |
| MSJ 2024 | Švédsko (Göteborg)                    | Bronzová medaile | Jiří Kulich      | Patrik Augusta, Robert Reichel, Pavel Trnka a Martin Láska               | Zde      |
| MSJ 2025 | Kanada (Ottawa)                       | Bronzová medaile | Eduard Šalé      | Patrik Augusta, Robert Reichel, Ladislav Šmíd, Igor Horyl a Martin Láska | Zde      |
| MSJ 2026 | USA (Minneapolis, Saint Paul)         |                  |                  | Patrik Augusta, Robert Reichel, Pavel Trnka a Martin Láska               | Zde      |

## Seznam českých medailistů na mistrovstvích světa do 20 let
| Hráč              | Zlatá medaile | Stříbrná medaile | Bronzová medaile | MS               |
| ----------------- | ------------- | ---------------- | ---------------- | ---------------- |
| Adam Bareš        |               |                  | 1                | 2024             |
| Adam Měchura      |               | 1                |                  | 2023             |
| Adam Jecho        |               |                  | 1                | 2025             |
| Adam Jiříček      |               |                  | 2                | 2024, 2025       |
| Adam Novotný      |               |                  | 1                | 2025             |
| Adam Židlický     |               |                  | 2                | 2024, 2025       |
| Aleš Čech         |               | 1                | 1                | 2023, 2024       |
| Angel Krstev      | 1             |                  |                  | 2000             |
| Bedřich Köhler    |               |                  | 1                | 2005             |
| Daniel Král       |               | 1                |                  | 2023             |
| David Hájek       | 1             |                  |                  | 2000             |
| David Jiříček     |               | 1                |                  | 2023             |
| David Krejčí      |               |                  | 1                | 2005             |
| David Moravec     |               | 1                |                  | 2023             |
| David Nosek       | 1             |                  |                  | 2001             |
| David Pojkar      | 1             |                  |                  | 2001             |
| David Špaček      |               | 1                |                  | 2023             |
| Dominik Petr      |               |                  | 1                | 2025             |
| Dominik Rymon     |               |                  | 1                | 2024             |
| Eduard Šalé       |               | 1                | 2                | 2023, 2024, 2025 |
| Gabriel Szturc    |               | 1                |                  | 2023             |
| Ivan Rachůnek     | 1             |                  |                  | 2001             |
| Jakub Brabenec    |               | 1                |                  | 2023             |
| Jakub Čech        |               |                  | 1                | 2005             |
| Jakub Čutta       | 1             |                  |                  | 2001             |
| Jakub Dvořák      |               |                  | 1                | 2025             |
| Jakub Fibigr      |               |                  | 1                | 2025             |
| Jakub Grof        | 1             |                  |                  | 2001             |
| Jakub Hujer       |               |                  | 1                | 2024             |
| Jakub Kos         |               | 1                |                  | 2023             |
| Jakub Petružálek  |               |                  | 1                | 2005             |
| Jakub Štancl      |               |                  | 2                | 2024, 2025       |
| Jakub Vondraš     |               |                  | 1                | 2024             |
| Jan Boháč         | 1             |                  |                  | 2000             |
| Jan Chotěborský   | 1             |                  |                  | 2001             |
| Jan Kavan         |               |                  | 1                | 2025             |
| Jan Sochor        | 1             |                  |                  | 2000             |
| Jan Výtisk        | 1             |                  |                  | 2001             |
| Jaroslav Chmelař  |               | 1                |                  | 2023             |
| Jaroslav Kristek  | 1             |                  |                  | 2000             |
| Jaroslav Svoboda  | 1             |                  |                  | 2000             |
| Jiří David        | 1             |                  |                  | 2000             |
| Jiří Felcman      |               |                  | 1                | 2025             |
| Jiří Kulich       |               | 1                | 1                | 2023, 2024       |
| Jiří Ticháček     |               | 1                |                  | 2023             |
| Josef Jindra      | 1             |                  |                  | 2000             |
| Josef Vašíček     | 1             |                  |                  | 2000             |
| Ladislav Šmíd     |               |                  | 1                | 2005             |
| Ladislav Vlček    | 1             |                  |                  | 2001             |
| Libor Pivko       | 1             |                  |                  | 2000             |
| Libor Ustrnul     | 1             |                  |                  | 2001             |
| Lukáš Bolf        |               |                  | 1                | 2005             |
| Lukáš Čučela      | 1             |                  |                  | 2001             |
| Lukáš Havel       | 1             |                  |                  | 2001             |
| Lukáš Kašpar      |               |                  | 1                | 2005             |
| Marek Alscher     |               |                  | 1                | 2024             |
| Marcel Marcel     |               | 1                |                  | 2023             |
| Marek Kvapil      |               |                  | 1                | 2005             |
| Marek Schwarz     |               |                  | 1                | 2005             |
| Marek Tomica      | 1             |                  |                  | 2001             |
| Martin Erat       | 1             |                  |                  | 2001             |
| Martin Havlát     | 1             |                  |                  | 2000             |
| Martin Holý       | 1             |                  |                  | 2000             |
| Martin Lojek      |               |                  | 1                | 2005             |
| Martin Ryšavý     |               | 1                |                  | 2023             |
| Martin Tůma       |               |                  | 1                | 2005             |
| Matěj Maštalířský |               |                  | 2                | 2024, 2025       |
| Matěj Prčík       |               |                  | 1                | 2024             |
| Matěj Přibyl      |               |                  | 1                | 2024             |
| Matouš Menšík     |               | 1                |                  | 2023             |
| Matteo Kočí       |               |                  | 2                | 2024, 2025       |
| Matyáš Melovský   |               |                  | 1                | 2024             |
| Matyáš Šapovaliv  |               | 1                | 1                | 2023, 2024       |
| Michael Frolík    |               |                  | 1                | 2005             |
| Michael Hrabal    |               |                  | 2                | 2024, 2025       |
| Michael Polák     |               |                  | 1                | 2005             |
| Michal Borovanský |               |                  | 1                | 2005             |
| Michal Gulaši     |               |                  | 1                | 2005             |
| Michal Sivek      | 2             |                  |                  | 2000, 2001       |
| Milan Hluchý      |               |                  | 1                | 2005             |
| Milan Kraft       | 1             |                  |                  | 2000             |
| Miroslav Holinka  |               |                  | 1                | 2025             |
| Ondřej Becher     |               |                  | 1                | 2024             |
| Ondřej Kos        |               |                  | 1                | 2025             |
| Ondřej Šmach      |               |                  | 1                | 2005             |
| Patrik Moskal     | 1             |                  |                  | 2001             |
| Pavel Brendl      | 1             |                  |                  | 2001             |
| Pavel Šimek       |               |                  | 1                | 2025             |
| Petr Hauser       |               | 1                |                  | 2023             |
| Petr Sikora       |               |                  | 1                | 2025             |
| Petr Svoboda      | 1             |                  |                  | 2000             |
| Petr Vrána        |               |                  | 1                | 2005             |
| Radim Vrbata      | 1             |                  |                  | 2001             |
| Robin Sapoušek    |               | 1                | 1                | 2023, 2024       |
| Roman Červenka    |               |                  | 1                | 2005             |
| Roman Polák       |               |                  | 1                | 2005             |
| Rostislav Klesla  | 1             |                  |                  | 2001             |
| Rostislav Olesz   |               |                  | 1                | 2005             |
| Sebastian Redlich |               |                  | 1                | 2024             |
| Stanislav Svozil  |               | 1                |                  | 2023             |
| Tomáš Cibulka     |               |                  | 1                | 2024             |
| Tomáš Duba        | 2             |                  |                  | 2000, 2001       |
| Tomáš Galvas      |               |                  | 2                | 2024, 2025       |
| Tomáš Hamara      |               | 1                | 1                | 2023, 2024       |
| Tomáš Horna       | 1             |                  |                  | 2000             |
| Tomáš Plekanec    | 1             |                  |                  | 2001             |
| Tomáš Suchánek    |               | 1                |                  | 2023             |
| Václav Nedorost   | 2             |                  |                  | 2000, 2001       |
| Vladimír Novák    | 1             |                  |                  | 2000             |
| Vladislav Koutský |               |                  | 1                | 2005             |
| Vojtěch Čihař     |               |                  | 1                | 2025             |
| Vojtěch Hradec    |               |                  | 1                | 2025             |
| Vojtěch Husinecký |               |                  | 1                | 2025             |
| Vojtěch Port      |               |                  | 1                | 2025             |
| Zbyněk Hrdel      |               |                  | 1                | 2005             |
| Zbyněk Irgl       | 1             |                  |                  | 2000             |
| Zdeněk Blatný     | 1             |                  |                  | 2001             |
| Zdeněk Kutlák     | 1             |                  |                  | 2000             |
| Zdeněk Šmíd       | 1             |                  |                  | 2000             |

## Hráči ocenění na turnajích MS „20“
- 1994 – David Výborný (All star tým)
- 1998 – Pavel Skrbek (nejlepší obránce)
- 2000 – Milan Kraft (nejlepší útočník, All star tým)
- 2001 – Tomáš Duba (nejlepší brankář), Rostislav Klesla (nejlepší obránce, All star tým), Pavel Brendl (nejlepší útočník, All star tým a nejproduktivnější hráč)
- 2005 – Marek Schwarz (nejlepší brankář a All star tým)
- 2012 – Petr Mrázek (nejlepší brankář a All star tým)
- 2018 – Filip Zadina (All star tým)
- 2022 – Jan Myšák (All star tým)
- 2023 – Tomáš Suchánek (All star tým), David Jiříček (nejlepší obránce a All star tým), Jiří Kulich (All star tým)
- 2024 – Jiří Kulich (All star tým, nejproduktivnější hráč)
- 2025 – Jakub Štancl (All star tým)

## Individuální rekordy na MSJ

### Celkové
Utkání: 25, Michael Frolík (2005, 2006, 2007, 2008)
Góly: 15, Jiří Kulich (2022, 2023, 2024)
Asistence: 14, Jiří Kulich (2022, 2023, 2024)
Body: 29, Jiří Kulich (2022, 2023, 2024)
Trestné minuty: 63, Petr Čajánek (1995)
Vychytaná čistá konta: 2, Tomáš Duba (2000, 2001) a Marek Schwarz (2004, 2005, 2006)
Vychytaná vítězství: 8, Marek Schwarz (2004, 2005, 2006)

### Za turnaj
Góly: 7, Rostislav Olesz (2005), Filip Zadina (2018), Jiří Kulich (2023) a Jakub Štancl (2025)
Asistence: 10, Matyáš Melovský (2024)
Body: 12, Milan Kraft (2000) a Jiří Kulich (2024)
Trestné minuty: 63, Petr Čajánek (1995)
Vychytaná čistá konta: 2, Tomáš Duba (2001)
Vychytaná vítězství: 7, Tomáš Duba (2001)